# 네르시 레죄

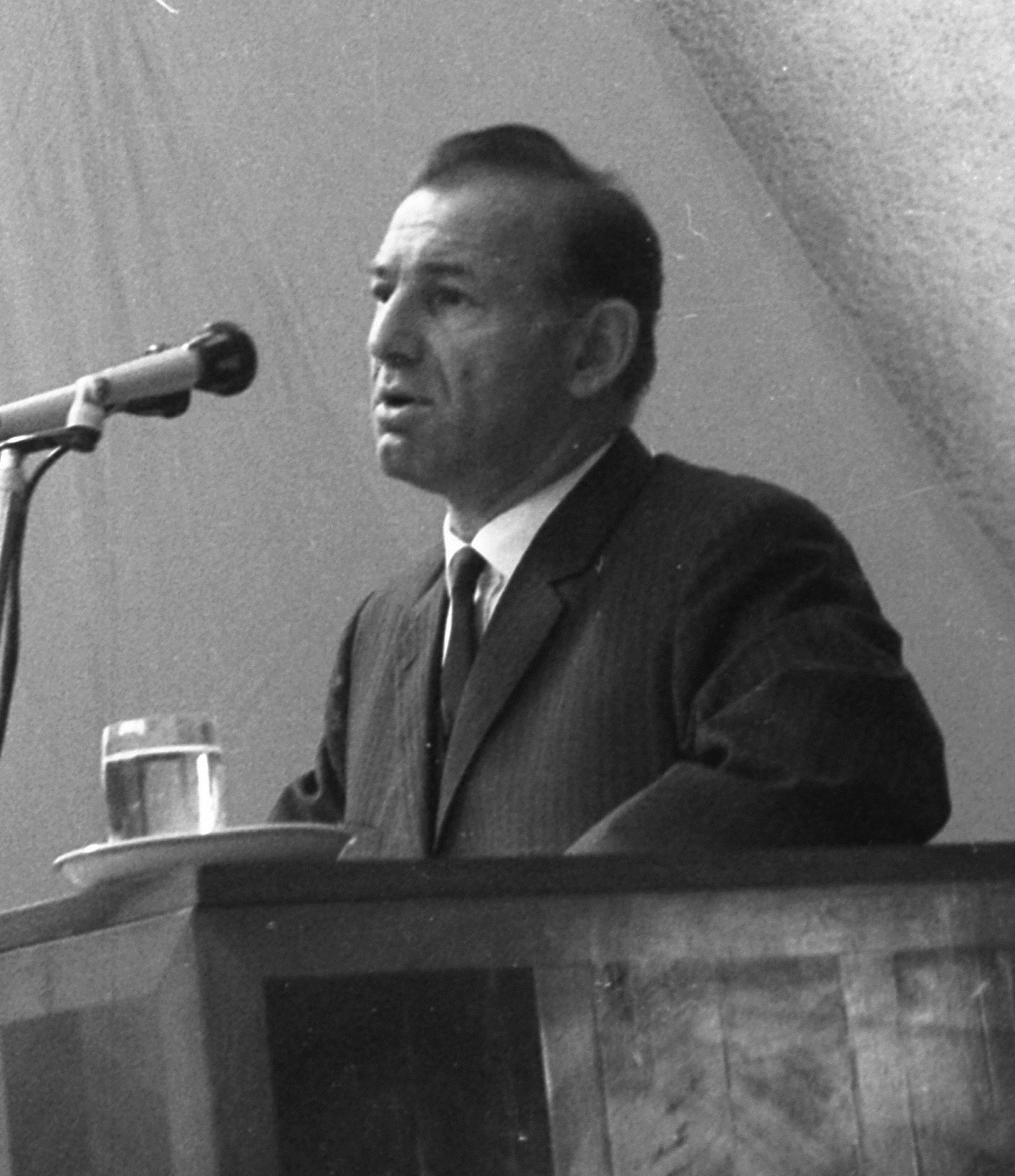
네르시 레죄 (1970년)

네르시 레죄(헝가리어: Nyers Rezső, 1923년 3월 21일 부다페스트 ~ 2018년 6월 22일)는 헝가리의 정치인이다. 1989년 사회노동당의 마지막 총재로 재직하면서 헝가리의 마지막 공산주의 지도자로 기록되었다. 1990년에 새로 개편된 사회당 소속 후보로 총선에 출마했으나 언털 요제프가 이끄는 민주토론회에 패해 제4당으로 떨어졌다.